# モータルコンバットの登場人物
| 本編作品                                | 本編作品                 |
| --------------------------------------- | ------------------------ |
| 『Mortal Kombat』                       | （以降、『MK』）         |
| 『Mortal Kombat II』                    | （以降、『MKII』）       |
| 『Mortal Kombat 3』                     | （以降、『MK3』）        |
| 『Ultimate Mortal Kombat 3』            | （以降、『UMK3』）       |
| 『Mortal Kombat Trilogy』               | （以降、『MKT』）        |
| 『Mortal Kombat 4』                     | （以降、『MK4』）        |
| 『Mortal Kombat Gold』                  | （以降、『MKG』）        |
| 『Mortal Kombat: Deadly Alliance』      | （以降、『MK:DA』）      |
| 『Mortal Kombat: Tournament Edition』   | （以降、『MK:TE』）      |
| 『Mortal Kombat: Deception』            | （以降、『MK:D』）       |
| 『Mortal Kombat: Armageddon』           | （以降、『MK:A』）       |
| 『Mortal Kombat vs. DC Universe』       | （以降、『MKvs.DCU』）   |
| 『Mortal Kombat（2011年）』             | （以降、『MK9』）        |
| 『Mortal Kombat X』                     | （以降、『MKX』）        |
| 『Mortal Kombat 11』                    | （以降、『MK11』）       |
| 『Mortal Kombat 1』                     | （以降、『MK1』）        |
| 外伝作品                                |                          |
| 『Mortal Kombat Mythologies: Sub-Zero』 | （以降、『MKM:SZ』）     |
| 『Mortal Kombat: Special Forces』       | （以降、『MK:SF』）      |
| 『Mortal Kombat: Shaolin Monks』        | （以降、『MK:SM』）      |
| 映像作品                                |                          |
| 『モータル・コンバット』                | （以降、『映画版』）     |
| 『モータルコンバット2』                 | （以降、『映画版MK2』    |
| 『モータルコンバット』                  | （以降、『2021年版』     |
| 『Mortal Kombat: Legacy』               | （以降、『MK: Legacy』） |
| 『Mortal Kombat: Rebirth 』             | （以降、『MK: Rebirth』  |

本項は、対戦型格闘ゲーム『モータルコンバット』シリーズのキャラクターの一覧である。
本シリーズでは6つの世界を舞台としており、ほとんどの登場人物は自らの世界のために戦い、人間界（Earthrealm）の戦士たちは外界（Outworld）やネザーレルム（Netherrealm）の邪悪な存在と対峙する。第一作『モータルコンバット』(Mortal Kombat)では、人間界は一度敗北しており、人間界の戦士が負けた場合は人間界が滅亡するという設定である。同作の物語は、人間界の戦士がチャンピオンのゴロー、ならびに大会の主催者であるシャン・ツンを打ち負かしたことにより、シャン・ツンが別の方法で人間界征服を画策するという結末を迎える。参加者の中には、大会の趣旨に反して他の世界の征服のために参加する者もいる。Mortal Kombat: Deceptionにおいて、キャラクターの大半がシャン・ツンとネザーレルムの妖術師クァン・チーによって殺されるが、続く Mortal Kombat: Armageddonの時点では全員復活している。
シリーズには77人のプレイアブルキャラクターが登場し、さらにゲストキャラクターやNPCのボスも登場。『MK3』までに登場した主役級のキャラクターが主に活躍する。ほぼ全てのキャラクターがストーリーのある場面で殺されているが、死んだままのケースはほとんど無い。
初登場の作品別に掲載。日本語読みは一般的に多く呼ばれているもので記載する。スラッシュの後は漢字表記。なお、本項では他作品からのゲストキャラクターも併せて紹介する。

## Mortal Kombat

### リュウ・カン（Liu Kang）/ 劉鋼
中国拳法の最高秘密結社「白蓮党（White Lotus Society）」の僧侶。

### ライデン（Raiden）/ 雷電
人間界を守護する雷神。

### ジョニー・ケイジ（Johnny Cage）
ハリウッドスターにして、名立たる拳法家から奥義を学んだ類稀なる格闘センスの持ち主。

### ソニア・ブレイド（Sonya Blade）
登場 : MK / MKII（NPC）/ MK3 / UMK3 / MKT / MK4 / MKG / MK:SF（NPC）/ MK:DA / MK:SM（NPC）/ MK:D（NPC）/ MK:U（NPC）/ MK:A / MKvs.DCU / MK9 / MKX / MK11 / MK1
演 : エリザベス・マレッキー（『MK』『MKII』）/ ケリー・ホスキンス（『MK3』-『MKT』）、ブリジット・ウィルソン（映画版）/ サンドラ・ヘス（映画版MK2）/ ジェシカ・マクナミー（2021年版）
声 : Peg Burr（『MK』）/ Rosalind Dugas（『MK4』）、Beth Melewski（『MK:SM』）/ クリッシー・リオス（『MK:A』）/ S.G. ウィリー（『MKvs.DCU』）/ ダナ・リン・バロン（2008年 - 2011年）、トリシア・エルファー（『MKX』）/ ロンダ・ラウジー（『MK11』）/ ブリジット・ウィルソン（『MK11』）、木下紗華（『2021年』日本語吹替）
モーションキャプチャー : カルロス・ペシーナ（『MK:D』『MK:A』）/ Lorrisa Julianus（2008年 - 2015年）
米軍特殊部隊（Special Forces）の中尉。ソニアという名前はブーンの姉妹が由来。
主な登場作品
MK
国際犯罪組織「黒龍会（Black Dragon）」の最高幹部カノウを追い、部隊を率いて未踏の島へと向かう。自身の部隊がシャン・ツンの武装兵に人質に取られ、モータルコンバットでの優勝時に彼らを解放してもらう約束で大会に参加した。
MKII
大会中に外界へ逃走したカノウを追い、2人ともシャオ・カーンの虜囚となる。その後、ジャックスに救出された。
MK3
ジャックスとともにシャオ・カーンの軍勢を打ち破り、世界が平和を取り戻した後に外界の監視を目的とした組織「Outer World Investigation Agency」を発足する。
MK:DA
Deadly Allianceの壊滅後、行方不明となっていた特殊部隊員のケンシの捜索に当たる。彼を発見した頃には既に瀕死の状態であり、胸にフックでつけられたような傷を負っていた。ソニアはケンシを人間界へと戻るためのランデブーポイントへと送った。帰還後、ソニアは大将に昇進し、指揮権を与えられた後、地球上の新たなテロの脅威に対処するためのチームを結成した。外界にて、特別捜査官のケンシは「赤龍会」という新たな脅威が迫っていることを知る。
MK9 ～ MKX
ジョニーと結婚し娘のキャシーを授かるも、ソニアが家庭を顧みずに職務を優先したこともあって離婚し、親権はジョニーに移った。
MK11
現代のソニアは米軍特殊部隊の将官としてライデンの指揮の下、ネザーレルムの支配者となったリュウ・カンの城を急襲した。爆破を仕掛け、リュウ・カンらとの交戦中に瓦礫の下敷きになるが、自らを犠牲に隊員を逃がして任務を完遂し、殉職を遂げる。クロニカの時間軸改変に伴い、過去から召喚されたソニアがその事を知って憤慨している場面がある。
MK: Legacy
黒龍会が関与する謎の計画「サイバー・イニシアティブ」調査を目的にアジトに潜入。カノウの人質となるが、ジャックスに救出された。

### カノウ（Kano）/ 加納
シンジケート「黒龍会（Black Dragon）」の最高幹部。

### スコーピオン（Scorpion）/ 全蠍人
日本の組織「白井流（Shirai Ryu）」に属する忍者。

### サブ・ゼロ（Sub-Zero）/ 絶対零度
中国の忍者組織「燐塊（Lin Kuei）」の戦士。氷を自在に操る能力を有する。

### レプタイル（Reptile）
爬虫類の暗殺者。

### ゴロー（Goro）
登場 : MK（NPC）/ MKT / MK4 / MKG / MK:TE（NPC）/ MK:SM（NPC）/ MK:D（GC版）/ MK:U / MK:A / MK9 / MKX（DLC) / MK11（NPC）/ MK1
声 : ヘルマン・サンチェス（『MK4』）/ ケン・ラリー（『MK9』）/ ヴィク・チャオ（『MKX』）
四本腕の半龍人の一族「ショカン（Shokan）」の王子。シャン・ツンの家来。
『MK』と『MKT』ではゴローのみ被写体ではなくクレイモデルによるストップモーションを用いて撮影されている（『MKT』までのキンタロー、シーヴァ、モタローも同様）。
主な登場作品
MK
グレート・クン・ラオを破り、「モータルコンバット」の王者として君臨。500年もの間無敗記録を維持し続け、シャオ・カーンの人間界支配の達成に向け、シャン・ツンをアシストしてきた。しかし、10回目の大会でリュウ・カンと対戦し、長年無敗を誇っていたことによる慢心を衝かれ、敗北。大会終了後、ゴローは姿を消し、死亡したかに思われていた。
MKG
リュウ・カンへの復讐を当初の目的としていたが、自身の種族の問題に関心を持ち始め、仲間のショカンたちを率いてケンタウリアンとの戦争に参戦。キタナの仲介で、両種族は停戦と和平協定を結ぶ。そこでクン・ラオの奇襲を受けたゴローは激昂して彼を問い詰めるが、クン・ラオは先程の襲撃で祖先の報復を終えたことを告げ、2人は握手を交わし、長きに渡る因縁を断ち切った。
MK:TE
エデニアとショカンの連合軍が既に壊滅寸前のシャオ・カーンの残存勢力を襲撃。戦いで疲弊したゴローはヌーブ・サイボットに不意を突かれ、瀕死の重傷を負う。キタナによって葬儀が執り行われたが、シャオ・カーンに救われ、一命を取り留めた。ゴローはカーンへ忠誠を捧げる代わりに、ショカン族の栄光を取り戻し、ケンタウリアンの排斥を約束するという提案に同意し、近くにいた無残な姿のショカンに王印を押した。
MK:A
キタナによって「Kuatan Temple」に埋葬され、シャオ・カーンの配下として復活を遂げた。

### シャン・ツン（Shang Tsung）/ 尚宗
『MK』の最終ボス。他の戦士に変身する能力を持つ強大なソーサラー。

## Mortal Kombat II

### クン・ラオ（Kung Lao）
登場 : MKII / MK3 / UMK3 / MKT / MKG / MK:DA / MK:TE（NPC）/ MK:SM / MK:D（NPC）/ MK:U（NPC）/ MK:A / MK9 / MKX / MK11 / MK1
演 : アンソニー・マルケス（『MKII』-『MKT』）/ マックス・ハン（『2021年版』）
声 : Josh Tsui（『MKG』）/ ジョー・ヤウ（『MK:SM』）/ ジン・ヒョン（『MK9』）/ ウィル・ユン・リー（『MKX』）/ スニル・マルフォートラ（『MK11』）/ 露崎亘（『2021年版』日本語吹替）
少林寺と白蓮党の武闘家。刃の付いた山高帽を得物とする。500年前に開催された「モータルコンバット」にてゴローに敗れ、チャンピオンの称号と命を奪われたグレートクン・ラオの末裔。リュウ・カンの親友であり、お互いを高め合う良きライバルでもある。
主な登場作品
MK3
シャオ・カーンの侵攻に際し、白蓮党の改革計画を一時中断。カーンと対峙するも、最終的に敗北し、死亡したと推定されている。
MK9
第二回目の大会でキンタローを撃破するも、背後からカーンに首を折られて死亡。
MKX
25年後、クァン・チーの降霊術によってレヴナントとして現世に蘇る。
MK11
クロニカが引き起こした時間軸の異常によって過去のクン・ラオが現代に現れ、リュウ・カンらと行動をともにする。

### ジャックス（Jax）
登場 : MKII / MK3 / UMK3 / MKT / MK4 / MKG / MK:SF / MK:DA / MK:SM（NPC）/ MK:D（NPC）/ MK:U / MK:A / MKvs.DCU / MK9 / MKX / MK11 / MK1
演 : ジョン・パリッシュ（『MKII』-『MKT』）/ メカッド・ブルックス（『2021年版』）
声 : エド・ブーン（『MKII』-『MKG』）/ クレイグ・J・ハリス（『MK:SF』『MK:DA』）、Simeon Norfleet（『MK:SM』『MK:A』）/ ダン・ワシントン（『MKvs.DCU』）/ マーツ・ティムズ（MK9』）、グレッグ・イーグルス（『MKX』）/ カール・ウェザース（『MKX』）/ ウィリアム・クリストファー・スティーブンス（『MK11』）/ 三宅健太（『2021年版』日本語吹替）
モーションキャプチャー : カルロス・ペシーナ（『MK:SF』）、Sean Okerberg（『MKvs.DCU』）
米軍特殊部隊の少佐。ソニアの上司。本名はジャクソン・ブリッグス（Jackson Briggs）。
主な登場作品
MKII
外界でカノウの追跡中に行方不明となった特殊部隊のパートナー、ソニア・ブレイド中尉の探索の任務に当たった。彼女の救出に成功するも、カノウは混乱に乗じて行方をくらませている。
MK3
ライデンが人間界の防衛のために選んだ戦士として活躍。両腕に金属製の義腕を装着し、戦いに備えていた。人間界を手中に収めようとするシャオ・カーンの計画を阻止したジャックスとソニアは「Outerworld Investigation Agency（OIA）」を発足した。
MKG
シノックの人間界侵攻に際し、ライデンらとともに迎撃に当たる。その最中でサイラックスに遭遇し、彼に施された機械化の解除と封じられた記憶の復元を行い、OIAの一員として迎え入れた。
MK:DA
外界の調査中、派遣したケンシとサイラックスからの通信が途絶える。しばらくして通信が復旧したケンシから新たな脅威が迫っているとの連絡を受けたものの、Red Dragonのス・ハオに襲撃されたOIAは壊滅状態に陥った。間一髪でライデンに救出されたジャックスは、外界はシャン・ツンとクァン・チーの脅威に晒されていることを告げられ、彼らとス・ハオの打倒を誓う。
MK:U
ス・ハオを撃破し、死の同盟との戦いで仲間とともに命を落とす。オナガの傀儡として復活を遂げるが、リュウ・カンの助力で正気を取り戻し、オナガに戦いを挑んだ。
MK:A
エンディングで、ブレイズの力を吸収したことで両腕のサイバネティクスが成長し、全身に浸透。完全なサイボーグへと変身し、セクターによって脳に埋め込まれた制御用の神経チップに気付く。激怒したジャックスはセクターを倒し、サイボーグで構成された忍者組織「テクニン（Tekunin）」のリーダーを務めることになる。特殊部隊へ復帰したかどうかは不明。
MKvs.DCU
異世界の侵略者との戦いで負傷し、自らの命を守るためにサイバネティクスを強化しなければならないと考えた。身体の大部分を機械化し、完全な装甲に置き換える大規模な解剖学的再構築を行った。彼はかつてないほど強力になったが、その代償として人間性を失った。
MK9
アーマックにテレキネシスで両腕を粉砕され、後に金属製の義腕を装着した。『MK3』の時間軸でシンデルに殺害され、しばらくはレヴナントになったが、ジョニーとライデンの協力で人間として蘇生する。
MKX
ベラと結婚し娘のジャッキーを授かるも、妻に先立たれる。
MK11
前作から2年後、ベラの死と特殊部隊からの名誉除隊の後、農場に引きこもっていた。時の番人クロニカが時間軸を破壊し、新たなスタートを切ろうとした時、過去のジャックスが現代に現れる。彼女は現代のジャックスに新しい人生を約束し、自分の傘下に加えた。クロニカの砦を襲撃した際、ライデンは現在のジャックスにクロニカがシノックの母であるという事実を告げ、再び人間界のために戦うよう激励した。DLCストーリー「Aftermath」では、タイムトラベルしてきたフウジンが現代のジャックスを正気に戻し、最終決戦を前にクロニカを見限るように仕向けた。
MK: Legacy
カノウに捕らえられたソニアを救出するべく部隊を率いて黒龍会の本拠地に乗り込み、カノウを倒してソニアとの合流に成功する。だがカノウの部下が投擲した手榴弾の爆発で両腕を大きく損傷し、機械化に至る。

### バラカ（Baraka）
外界の遊牧民族「飢刃一族（Tarkatan）」のリーダー。両腕に格納された刃を武器とする。

### キタナ（Kitana）
登場 : MKII / UMK3 / MKT / MK4（NPC）/ MKG / MK:DA / MK:SM / MK:D（NPC）/ MK:U / MK:A / MKvs.DCU / MK9 / MKX / MK11 / MK1
演： Katalin Zamiar（『MKII』）/ Becky Gable（『UMK3』『MKT』）
声： Rosalind Dugas（『MK4』『MKG』）/ リタ・ロペス（『MK:SM』）/ S.G. ウィリー（『MKvs.DCU』）/ カレン・ストラスマン（2011年 - 2015年）/ カリ・ウォールグレン（『MK11』）
外界の王国「エデニア（Edenia）」のプリンセス。シャオ・カーン直属の側近暗殺者。リュウ・カンとは恋仲である。一対の鉄扇を得物とする。
主な登場作品
MKII
自身をシャオ・カーンの娘と信じ込み、何世紀にも渡ってエリートの暗殺者として活動していた。ある時カーンに騙されていたことを知り、「モータルコンバット」の開催に際して彼に造反し、人間界の戦士とともに彼を打ち倒した。
MK9
クァン・チーの手で蘇ったシンデルに殺害される。
MKX
25年後、クァン・チーの降霊術によって現世に蘇る。シノック亡き後はリュウ・カンとともにネザーレルムの新たな支配者として君臨した。
MK11
クロニカの時間軸改変に伴って過去のキタナが現れ、コータル・カーンと対立する民族を牽引し外界の勢力によるネザーレルムに対抗するための「共同戦線」を築き上げる。現代に蘇ったシャオ・カーンを討ち取ったことにより、コータルから「カーン」の座を譲位される。

### ミレーナ（Mileena）
登場 : MKII / UMK3 / MKT / MKG / MK:SM（NPC）/ MK:D / MK:U / MK:A / MK9 / MKX / MK11（DLC）/ MK1
演 : Katalin Zamiar（『MKII』）/ Becky Gable（『UMK3』『MKT』）/ シシ・ストリンガー（『2021年版』）
声 : Rosalind Dugas（『MKG』）/ リタ・ロペス（『MK:SM』）/ Johanna Añonuevo（2004年 - 2006年）/ カレン・ストラスマン（2011年 - 2015年）/ カリ・ウォールグレン（『MK11』）/ 三重野帆貴（『2021年版』日本語吹替）
キタナの双子の妹として育てられた暗殺者。実態はシャン・ツンの魔術により誕生したキタナのクローン。エデニア人と飢刃一族の遺伝子が組み込まれており、バラカのように口が裂けている。使用する武器は釵。
主な登場作品
MKII
キタナが秘密裏に人間界の戦士と同盟を結んだ時に自身の過去について知ったため、彼女の監視をカーンに命じられたが、キタナに殺害され、ミレーナの魂はネザーレルムへと送られた。
MKG
シノックのエデニア侵攻に協力するが、キタナを地下牢から脱出させた。主の敗北後、ミレーナはキタナの宮殿を訪れ、エデニアの支配権の共有を要求する。キタナはこれを拒否し、彼女を倒して幽閉する。
MK:D
「死の同盟」結成と同時期にキタナがエデニアを出国した直後、バラカによって牢獄から解放される。
MKX
ターニャ、レインと共謀してコータル・カーンの暗殺を謀るが、反撃を受け逃走。コータルの側近であるデ・ヴォラに敗れ、処刑される。

### ジェイド（Jade）
登場 : MKII（NPC）/ UMK3 / MKT / MK:SM（NPC）/ MK:D / MK:U / MK:A / MK9 / MKX（NPC）/ MK11  
演 : Katalin Zamiar（『MKII』）/ Becky Gable（『UMK3』『MKT』）
声 : Natalie Salzman（『MK:D』）/ リンダ・リー（『MK9』）/ メラ・リー（『MK11』）
フェイスモデル : Alexis Gaube（MK11）
棒術使いの暗殺者。かつて、シャオ・カーンの側近であったが、親友のキタナのために謀反した。
『MK9』ではシンデルに内臓を抜き取られ死亡。『MK11』では、過去のジェイドはコータル・カーンと恋仲であることが判明し、普段は仲も大変良好だが、過激な施策を執る彼と対立することもある。

### スモーク（Smoke）
登場 : MKII（NPC）/ MK3 / UMK3 / MKT / MK:SM（NPC）/ MK:D / MK:U / MK:A / MK9 / MKX（NPC）/ MK11（NPC）/ MK1
演 : ダニエル・ペシーナ（『MKII』）/ サル・ディヴィタ（『MK3』-『MKT』）/ ジョン・ターク（『UMK3』『MKT』 ※人間）
声 : ケン・ラリー（『MK9』）/ アンドリュー・ボーウェン（『MKX』） 
モーションキャプチャー : Sorin Brouwers（『MK9』）
燐塊に所属する煙の化身。本名は「Tomas Vrbada」。サイボーグとしてのユニットは「LK-7T2」。本シリーズ以外にも「シュガー・ラッシュ」にゲスト登場した。
主な登場作品
MKII
隠しキャラクターとして登場。ある条件を満たすと対戦できる（ジェイド、ヌーブ・サイボットも同様）。
MK3 ～ MKT
親友のサブ・ゼロとともに燐塊のサイボーグ化計画から逃走するが、組織に捕らえられる。記憶を抹消され、無感情な殺人マシンへと改造を施され、サブ・ゼロを暗殺するようプログラムされた。
MK:D
ヌーブ・サイボットとともにヌーブ・スモーク（Noob - Smoke）としてタッグで参戦しており、Konquestでは単体で登場。
エンディングではヌーブの命令でサブ・ゼロの殺害をアシストした。当初はセクターとタッグを組む予定だったが、没案となり、おまけモードのKryptにコンセプトアートが収録されている。
MK:SM
北米版のみプレイヤーに5つのミッションを課し、それらを全てクリアすれば『MKII』の完全移植版を解禁してくれる。
MK9
サブ・ゼロとともに彼の兄ビ・ハンの死の真相を突き止めるため外界に潜入。燐塊のサイボーグ化計画に反対したためセクター率いるサイバネティック忍者たちに捕えられるが、未来を予知したライデンに救われ、外界に対抗する勢力に加わる。歴史が変わった結果、彼の代わりにサブ・ゼロがサイボーグへと改造された。
エンディングでは、幼少期にカルト宗教の儀式で焼き殺され、煙の悪魔に転生を遂げ復讐を果たしたことが判明。
MKX
レヴナントとして蘇り、自らを「Enenra（煙々羅）」と称する。

### ヌーブ・サイボット（Noob Saibot）
黒装束を纏う漆黒の忍者。

### キンタロー（Kintaro）
登場 : MKII（NPC）/ MKT / MK:SM（NPC）/ MK:D（NPC）/ MK:U（NPC）/ MK:A / MK9（NPC）/ MK11（NPC） 
声 : Rhasaan Orange（『MK9』）
『MK2』『MK:SM』『MK9』の中ボス。虎を彷彿させる風貌のショカンの戦士。名前の由来は金太郎。
コミック版『MKX』にて、『MK9』と『MKX』の時系列の間でハヴィックに操られたソニアに殺害されたことが判明。『MKII』では、大会にてリュウ・カンに敗北し、『MK9』ではクン・ラオに敗北した。

### シャオ・カーン（Shao Kahn）
外界を統べる皇帝。巨大なハンマーが得物。

## Mortal Kombat 3

### ナイトウルフ（Nightwolf）
先祖の霊と精霊の力を使役するシャーマンであり、ネイティブアメリカンの種族「マトカ（Matoka）」の誇り高き戦士。

### ストライカー（Stryker）
機動隊員。特殊能力は持たず、銃器や警棒などの近代兵器を用いて戦う。

### カバル（Kabal）
黒龍会の元メンバー。一対のフックソードを得物とする。

### サイラックス（Cyrax）
登場 : MK3 / UMK3 / MKT / MKG / MK:DA / MK:TE / MK:D（NPC）/ MK:U（NPC）/ MK:A / MK9 / MKX（NPC）/ MK11（NPC）/ MK1
演 : サル・ディヴィタ（『MK3』-『MKT』）
声 : エド・ブーン（『MKG』）/ Rhassan Orange（『MK9』）/ アイク・アマディ（『MK11』）
燐塊のサイバネティック忍者。ユニットは「LK-4D4」。爆弾や敵を拘束するネット状エネルギー弾、バズソーなどの多彩な武装を内蔵している。理由は不明だがジョニー・ケイジの出演作が嫌いであり、『Ninja Mime』を特に嫌っている。
主な登場作品
MK3
シャオ・カーンの人間界侵攻に際して燐塊にセクターとともに送り込まれ、カーンを撃破。組織から次の指令が下されぬまま、本能的に燐塊の本拠地への帰還を試みるが、機能の異常により砂漠で活動を停止した。しばらくして燐塊に回収された彼は、徐々に人間だった頃の記憶を取り戻しつつあった。
MKG
クァン・チーとシノックによる人間界侵略に際しても前線に投入され、双方を撃破。本拠地には帰還せず、米軍特殊部隊のソニアとジャックスに協力を要請し、組織に封じられた記憶を復元するプログラムの実行に成功した。
MK9
燐塊のサイボーグ化計画に異を唱え、ライデンの助言によって燐塊からの離反を決意する。しかし、組織に捕らえられ、機械化を施された。また、同作では人間とサイボーグの2つの姿が用意されている。
MK: Legacy
更なる優秀な戦士を求める燐塊の統帥により、サイラックスらは「サイバー・イニシアティブ」と呼ばれるサイボーグ化手術を受けた。サイラックスは身体の機械化、感情抑制プログラムに懊悩するも、機械としての人工知能は強化されていく一方だった。実技テストにおいても優秀な兵器としての機能を発揮したサイラックスとセクターに統帥は満足し、この手術を他の燐塊の戦士にも実行しようとする。

### セクター（Sektor）
登場 : MK3 / UMK3 / MKT / MKG / MK:TE / MK:D（NPC）/ MK:U（NPC）/ MK:A / MK9 / MKX（NPC）/ MK11（NPC）/ MK1
演 : サル・ディヴィタ（『MK3』-『MKT』）
声 : ジャロッド・プラノ（『MK:A』）/ アンドリュー・キシーノ（『MK9』）/ デイブ B. ミッチェル（『MK11』）
燐塊のサイバネティック忍者。ユニットは「LK-9T9」。組織に対する忠誠心は非常に高く、サイラックス、スモーク、サブ・ゼロの3名とは異なり、自らの意思でサイボーグ化を志願した。体内にミサイル、万力、火炎放射器などの多彩な武装を内蔵している。
サブ・ゼロのグランドマスター就任に伴い、セクターは組織に追われる身となる。日本へ渡り、サイバネティック忍者で構成された組織「テクニン（Tekunin）」を結成しており、空中戦艦をも保有している。

### シーヴァ（Sheeva）
ショカンの女戦士。

### シンデル（Sindel）
登場 : MK3 / UMK3 / MKT / MK:D / MK:U / MK:A / MK9 / MKX（NPC）/ MK11（DLC）/ MK1
演：リア・モンテロンゴ（『MK3』-『MKT』）
声： ラニ・ミネラ（『MK9』）、ケリー・ヒュー（『MKX』）、マーラ・ジュノー（『MK11』）
エデニアの女王。かつては娘のキタナと夫のジェロッドとともにエデニアを統治していた。シャオ・カーン率いる外界の軍勢に敗れ、夫は殺害され、自身はカーンの伴侶として洗脳を施された。空中浮遊や叫び声で音波を発することもできる。
主な登場作品
MK3
一時カーンの皇妃として外界を統治していたが、不慮の死から一万年後、人間界に蘇り、カーンはシンデルの奪還という大義名分の下に人間界に総攻撃を仕掛けた。洗脳を施されていたシンデルは人間界の戦士たちとの闘いの最中で記憶を取り戻す。カーンを打ち破り、かつて離れ離れになった娘と一万年ぶりの再会を果たした。
MKG
キタナとジェイドとともにエデニアを統治していたが、エデニアの民ターニャの裏切りにより、シノック率いる軍勢の侵攻を許してしまう。キタナを逃がし、代わりにシンデルがシノックの軍勢の捕虜となる。だが、人間界の戦士たちによってシノックの野望は打ち砕かれ、彼女は無事に解放された。その後ショカンとの和議のためにキタナを派遣し、彼らと連携して外界に息を潜めているシャオ・カーンの残存勢力を窮追した。
MK9
歴史が変わったことにより正気を取り戻すきっかけが無くなり、復活後はカーンの軍勢として人間界の戦士たちと対峙する。娘のキタナが人間界に与していたため決別。シャン・ツンを吸収して得た強大な力を以て人間界の戦士を瞬く間に蹂躙した。

### モタロー（Motaro）
登場 : MK3（NPC）/ UMK3（NPC）/ MKT / MK:D（NPC）/ MK:U（NPC）/ MK:A / MK9（NPC）/ MK1
半人半馬の種族「ケンタウリアン（Centaurian）」の魔人。ショカンとは対立関係にある。
『MK3』から『MKT』では地上でアッパーを喰らってもダウンせず、飛び道具系の攻撃を反射ないし無効化する特性を持つ。『MK:A』ではモデリングの都合上、四本足を表現することが難しいため、ショカンの呪いという形で、サテュロスのような姿に変更された。

## Ultimate Mortal Kombat 3

### アーマック（Ermac）
数多の戦士の魂の集合体。テレキネシスを操る。

### レイン（Rain）
水・雷を司る半神。 

## Mortal Kombat Trilogy

### カメレオン（Chameleon）
登場 : MKT（PC版、PS版、SS版）/ MK:A
演 : ジョン・ターク（『MKT』）
雄のカメレオン。半透明の肉体を持ち、数秒経過する毎に装束の色がランダムに変化し、特殊技、チェインコンボも各忍者に準じた技構成となる。『MK:A』では上記の仕様は撤廃されているが、従来通り忍者キャラクターの特殊技を使用できる。

### カメレオン（Khameleon）
登場 : MKT（N64版）/ MK:A（Wii版）/ MK1
演 : Becky Gable（『MKT』）
声 : Johanna Añonuevo（『MK:A』）
雌のカメレオン。数秒経過する毎に名前の色がランダムに変化し、特殊技、チェインコンボも各くノ一に準じた技構成となる。雄と同様に『MK:A』では上記の仕様は撤廃されているが、従来通りくノ一キャラクターの特殊技を使用できる。

## Mortal Kombat Mythologies: Sub-Zero

### フウジン（Fujin）
登場 : MKM:SZ（NPC）/ MK4 / MKG / MK:D（NPC）/ MK:U（NPC）/ MK:A / MKvs.DCU（NPC）/ MK9（NPC）/ MKX（NPC）/ MK11（DLC） 
演 : アンソニー・マルケス（『MKM:SZ』）
声 : Herman Sanchez（『MK4』）/ David Horachek（『MK:A』）/ トロイ・ベイカー（『MKX』）/ マシュー・ヤン・キング（『MK11』）
風を司る神。ライデンの弟。　
主な登場作品
MKM:SZ
「Wind God」として登場。シノックのアミュレットを手中に収めようとするサブ・ゼロの前に立ちはだかった。
MK4
ライデンが旧神となったことで、彼の後継者として人間界の新たな守護神となる。
MK:A
Konquestでテイヴンの旅路を阻もうとしたが、返り討ちに遭う。
MKX
兄とともにネザーレルムの軍勢に立ち向かう。
MK11（Aftermath）
クロニカの王冠を手に入れ世界を救うため、シャン・ツン、ナイトウルフと協力。最終的にシャン・ツンに裏切られて魂を抜き取られ、永続的に力を吸収するために生かされるという末路を辿る。シャン・ツンのエンディングでは、ライデンとともに彼の下僕となっている。

### サリーナ（Sareena）
登場 : MKM:SZ（NPC）/ MK:TE / MK:D（NPC）/ MK:U（NPC）/ MK:A / MK9（NPC）/ MKX（NPC）/ MK11（NPC）/ MK1
演 : リア・モンテロンゴ（『MKM:SZ』）
声 : ダニエル・ニコレット（『MKX』）
ネザーレルムの悪魔。「MKM:SZ」ではクァン・チーに仕えており、仲間のジャターカ、キアと行動を共にしていた。なお、彼女にフェイタリティを決めるか否かによってストーリーの展開が少し変化する。「MKX」では人間界と協力関係にある。

### クァン・チー（Quan Chi）
登場 : MKM:SZ（NPC）/ MK4 / MKG / MK:DA / MK:TE / MK:SM（NPC）/ MK:D（NPC）/ MK:U（NPC）/ MK:A / MKvs.DCU（NPC）/ MK9 / MKX / MK1（DLC）
演 : リチャード・ディビシオ（『MKM:SZ』）
声 : ヘルマン・サンチェス（『MK4』『MK:A』）/ ニゲル・ケイシー（『MK:D』）/ ロナルド M. バンクス（2008年 - 2015年）
ネザーレルムのソーサラー。黒魔術と降霊術を用いる。堕落した旧神シノックを崇拝する「影法師団（Brotherhood of Shadow）」のリーダーを務める。スコーピオンの組織と家族を滅ぼした張本人であり、欺瞞によって濡れ衣をサブ・ゼロ（兄）に着せた。
主な登場作品
MKM:SZ
サブ・ゼロとスコーピオンが鉢合わせた際の激突を狙い、地図を提示してアミュレットの探索を両名に依頼した。サブ・ゼロはスコーピオンを殺害し、その後クァン・チーはスコーピオンの属する組織「白井流」を壊滅させ、サブ・ゼロをアミュレットの探索へと向かわせた。しかし、彼が回収したアミュレットは贋物であり、本物はクァン・チーが懐に隠し持っていたことが判明する。クァン・チーはスコーピオンを蘇らせ、サブ・ゼロが彼の組織と家族を滅ぼしたと吹き込んだ。
MK4
表向きは主であるシノックに恭順の意を示していたが、後に彼が作り出したアミュレットを奪取した。また、本作では相手のフェイタリティをそっくりそのまま模倣する「Mimic」というフェイタリティを持つ。
MK:DA
シャン・ツンと「Deadly Alliance」を結成し、リュウ・カンとシャオ・カーンを殺害。
MKX
本作ではシノックに忠実な下僕として仕えている。復讐心に駆られたハンゾウの手で最期を迎えるが、シノックの復活は成就した。

### シノック（Shinnok）
登場 : MKM:SZ（NPC）/ MK4 / MKG / MK:D（NPC）/ MK:U（NPC）/ MK:A / MK9（NPC）/ MKX / MK11（NPC）
演 : Gary Wingert（『MKM:SZ』）
声 : スティーブ・ベラン（『MK4』）/ Knute Horwitz（『MK:A』）/ ケン・ラリー（『MK9』）/ トロイ・ベイカー（『MKX』『MK11』）
『MKM:SZ』『MK4』『MKX』の最終ボス。堕ちた旧神。ネザーレルムの統治者。クァン・チーの軍勢、祖国エデニアを裏切ったターニャの助力でエデニアへの侵攻を成功させた。対象の能力、戦法などをコピーする能力を持つ。
主な登場作品
MK4
絶大な力が凝縮された神秘の護符「アミュレット（Amulet）」を作り上げ、人間界を支配する計画を企てた。ライデンによって陰謀は阻止され、ネザーレルムへと堕ちるが、クァン・チーの協力を得て領域を手中に収めた。
独自の特殊技を持たない代わりに、シノックを除いた計14名のキャラクターの特殊技をコピーする「Imitation」というコマンドを使用可能。後の『MK:A』ではオリジナルの特殊技を引っ提げて登場。
MKX
クァン・チーに対してシャオ・カーンに入れ知恵をするよう命じ、人間界侵攻を決行させたという経緯がで語られており、諸悪の根源として存在が強調されている。終戦後、両方の領域は激しい衝突の末に著しく弱体化を遂げ、シノック率いるネザーレルムの勢力による侵攻を許してしまう。
また、人間界のエネルギーを吸収したアミュレットと融合してコラプテッド・シノック（Corrupted Shinnok）へと変貌し、最終ボスとして立ちはだかる。
MK11
ライデンに捕縛され、ネザーレルムへの見せしめとして晒し首にされる。

## Mortal Kombat 4

### カイ（Kai）
登場 : MK4 / MKG / MK:D（NPC）/ MK:U（NPC）/ MK:A 
声 : エド・ブーン（『MK4』）
モーションアクター : Kimball Uddin（『MK4』）
少林寺のモンクにして白蓮党の一員。シノックの脅威から人間界を防衛する戦士の1人として選ばれ、終戦後は自己啓発のための旅に出た。
エド・ブーンは、カイを垂直方向に火の玉を発射する飛び道具を持った「リュウ・カンのように非常に身軽なアフリカ系アメリカ人のキャラクター」として設定したと説明している。また、シリーズ初となる逆立ちを行えるキャラクターでもあり、『MK:A』における主な戦闘スタイルとなる予定だったが、ブーンは時間的な制約から導入を見送ることにしたと述べている。

### ジャレック（Jarek）
登場 : MK4 / MKG / MK:SF（NPC）/ MK:D（NPC）/ MK:U（NPC）/ MK:A 
声 : ヘルマン・サンチェス（『MK4』）/ ジェームズ・フリーマン＝ハーギス（『MK:A』）
モーションキャプチャー : マーク・マイアーズ（『MK4』）
のメンバー。『MK4』で最後の残党として登場し、カノウの特殊技とフェイタリティを持つ。シノックとの闘いで人間界防衛に貢献するが、ソニアを崖から落としたことで、ジャックスに同じ仕打ちを受けさせられた。『MK:A』で生存が判明し、敵対者の殺害に執心していた。『MK:SF』では中ボスとして登場。米国特殊部隊の拘置所に拘留されていたが、カノウによって他の黒龍会メンバーと共に解放された。『MKX』の前日譚のコミックでは、コータル・カーンによって外界に幽閉されている。
モデルはミッドウェイ・ゲームズのキャラクターアーティストであるHeraman Sanchez。

### ターニャ（Tanya）
登場 : MK4 / MKG / MK:D / MK:U / MK:A / MK9（NPC）/ MKX（DLC）/ MK1
声 : リア・モンテロンゴ（『MK4』）/ Beth Malewski（『MK:D』）/ ジェニファー・ヘイル（『MKX』）
エデニア人。保身のために行動することが多く、『MK4』では祖国を裏切ってシノックに与し、『MK:D』ではオナガに味方している。
『MKX』ではミレーナ、レインと協力し、ミレーナが決行したコータル・カーンに対する外界からエデニアを解放するための反乱に加わった。外界の市街地にて暴徒と化した飢刃一族による反政府運動の最中、コータル・カーンに反逆したカノウが誅殺される寸前で彼を助けている。デ・ヴォラに敗れ殺されかけたが、キャシー・ケイジの静止で難を逃れた。エンディングではレインを裏切っている。
名前はブーンの姉妹のTaniaが由来。

### レイコ（Reiko）
登場 : MK4 / MKG / MK:D（NPC）/ MK:U（NPC）/ MK:A / MK9（NPC）/ MK1
演：ジム・ヘルシンガー（『Mortal Kombat: Conquest』）/ ネイサン・ジョーンズ（『2021年版』）
声 : エド・ブーン（『MK4』）/ デイビット・ベロン（『MK:A』）/ ロビン・アトキン・ダウンズ（Mortal Kombat Legends: Battle of the Realms） / 木内太郎（『2021年版』日本語吹替）
シノックとシャオ・カーンに仕える将軍。『MK4』でシノックの侵攻を支援し、『MK:A』ではカーンの指揮下に入った。『MKX』の前日譚のコミックでは血の神となった後、ハヴィックに裏切られ殺された。
このキャラクターは忍者キャラクターが多すぎることに関して開発者から指摘を受け、『MK4』でヌーブ・サイボットの代わりに追加された。N64版のエンディングではポータルを通り抜けるだけだったが、PS版、『MKG』におけるFMVで描画されたエンディングではシャオ・カーンの兜を被るシーンが追加された。このため、レイコがシャオ・カーンの正体であるという憶測を呼んだが、『MK:D』のKonquestでレイコがシャオ・カーンの謁見室に忍び込み兜を被っていることが判明し、払拭された。ジョン・トビアスはインタビューの中で、レイコはカーンの生まれ変わりであることを意図していたが、この話は後の作品では無かったことになるだろうと述べている。とはいえ、『MK:A』でのレイコの外見や特殊技はカーンを模している。
1998年のテレビシリーズ「Mortal Kombat: Conquest」ではシャオ・カーンの将軍の1人として登場。2021年版映画では、外界のチャンピオンの1人として登場し、最終戦でジャックスに頭部を破壊されて死亡。

### ミート（Meat）
登場 : MK4 / MKG / MK:D（NPC）/ MK:U（NPC）/ MK:A / MK9
元々、アートディレクターのTony Goskieによって作られたスキンで、MK4の各キャラクターの血まみれの遺体のグラフィックとして使用された。
『MK4』では条件を満たすことで各キャラクターを外皮が溶けた状態で使用できる。『MK:A』では左目が突出しており、黒いレスラーパンツを穿いている。『MK:D』のKonquestで正式なキャラクターとして確立された後、『MK:A』で背景と特殊技が追加された。同作のエンディングで、シャン・ツンに創られ、完成を目前にして彼の魔の手から逃れた実験体であることが判明した。Prima Gamesが刊行した『MK:A』のガイド本には、ミートがシノックをアシストしていると書かれているが、この関係は作中では描写されていない。

## Mortal Kombat: Special Forces

### トレマー（Tremor）
登場 : MK:SF（NPC）/ MK9 / MKX（DLC）/ MK1（DLC）
声 : フレッド・タタショア（『MKX』）
黒龍会のメンバー。茶色の装束を纏った忍者。ジオキネシス（地質操作）の能力を持つ。『MK:SF』で中ボスとして初登場。『MKX』でDLCとして配信され、『MKT』においても当初登場を予定されていた。

## Mortal Kombat: Deadly Alliance

### ケンシ（Kenshi）
盲目の剣士。テレキネシスを自在に操る。

### ボー・ライ・チョー（Bo' Rai Cho）
登場 : MK:DA / MK:TE / MK:D / MK:U / MK:A / MKX（DLC）
声 : カルロス・ペシーナ（『MK:D』-『MK:A』）/ スティーヴ・ブルーム（『MKX』）
酔拳を得意とする武術家。武術の達人であり、バーティツや杖術も体得している。体重と身体機能を活かした戦術を主体とする。外界出身だが、シャオ・カーンの圧政に対抗し、カーンの代わりにモータルコンバットに参加するため、リュウ・カンをはじめとする人間界の戦士たちに稽古を付けた。『MK:DA』では、リュウ・カンの死亡を知り、クン・ラオに訓練を施した。『MK:D』では、オナガ軍の死体の中に魂を封印されたリ・メイを救出する。その後、ボー・ライ・チョーはキタナに成り済ましたミレーナに騙され、キタナ軍を率いてバラカ軍との戦いで敗走するが、リュウ・カンの助力で勝利する。Konquestではシュジンコウの師として、彼に格闘術を伝授した。『MKX』では、シノックの襲撃を受けており、その後の消息は不明。
名前の由来はスペイン語で「酔っ払い」を意味する「borracho」のもじりから。Herman Sanchezによると、ボー・ライ・チョーはエド・ブーンが「無精者（Slob）」のキャラクターを求めていたことと、ジョン・ヴォーゲルが彼が「師匠（Master）」としての役割を担うに相応しいことに気付いたため、誕生したという。

### リ・メイ（Li Mei）
登場 : MK:DA / MK:D / MK:U / MK:A / MK9（NPC）/ MKX（NPC）/ MK1
声 : リナ・チャーン（『MK:D』）/ タラ・ストロング（『MKX』）/ グレイ・デリスル (『MKL:BOTR』)
外界の小さな村の戦士。『MK:DA』では、大会で勝利すれば村を解放するという約束で、シャン・ツンとクァン・チーに大会に強制参加させられた。しかし、優勝後にシャン・ツンは彼女の魂をオナガの兵士の死体に宿そうとした。『MK:D』では、ボー・ライ・チョーに救われたことが判明し、死体との接触によりオナガとの繋がりを感じるようになる。『MKX』では、ミレーナがシノックのアミュレットを用いてリ・メイの村を破壊した後、外界の難民を人間界に誘導した。

### マバド（Mavado）
登場 : MK:DA / MK:TE / MK:D（NPC）/ MK:U（NPC）/ MK:A / MK1（DLC）
声 : アレックス・ブランドン（『MK:A』）
シンジケート「Red Dragon」の幹部。カバルから奪ったフック・ソードに加え、引き込み式のスパイクが靴底に備えられたブーツ、スチール製のフックが先端についた弾力性の高い鞭のような形状の武器を使用する。黒龍会の排除を最優先事項としており、『MK:DA』ではクァン・チーとシャン・ツンに協力し、カノウを引き渡せばその役目を果たすと約束した。マバドは彼らの命令でケンシを倒すが、『MK:D』ではカバルの命を狙うも反撃を受けて死亡。『MK:A』で復帰し、引き続きRed Dragonに所属している。『MKX』の前日譚を描いたコミック版では、キャシー・ケイジに殺害された。
元々の名前はスペイン語で「悪」を意味する「Malvado」であり、 スティーブ・ベランはマタドール風のデザインを考案した。しかし、モータルコンバットの世界観にそぐわないという理由でこのアイデアは却下された。シリーズ初となる道具を使った体当たり攻撃を行う特殊技を持ち、一対のバンジー・コードを地面に撃ち込み、スリングショットの要領で相手にドロップキックをお見舞いする。この攻撃は、フェイタリティの「Boot Thrust」にも使用されている。

### ス・ハオ（Hsu Hao）
登場 : MK:DA / MK:TE / MK:D（NPC）/ MK:U（NPC）/ MK:A / MK11（NPC）
Red Dragonのメンバー。マバドの部下。レーザーを照射するデバイスを胸部に装着している。『MK:DA』では特殊部隊に潜入し、長年の間Red Dragonと対立関係にあり、元Red Dragonのメンバーで構成された黒龍会の壊滅に協力した。任務を遂行した後、核爆発装置でOIAの支部を破壊。最終的にジャックスにサイバネティックスによる人工心臓を引き抜かれて殺害された。そして『MK:A』で復活した。『MKX』の前日譚を描いたコミック版では、Red Dragonを裏切ったとしてケンシを殺そうとしたが、スコーピオンに始末された。
開発段階においてはモンゴルの同名の皇帝にちなんで、「フビライ・ハン」と仮称で呼ばれていた。スティーブ・ベランは彼を「ジャックスの敵対者（"the anti-Jax"）」と説明し、中国軍が行った実験の結果、サイバネティックによる人工心臓を手にしたと述べている。エド・ブーンによると、ス・ハオの完成までに試行錯誤を繰り返し、特殊技の「Hand Clap」はスーパーヒーロー・コミックから着想を得たと語っている。
ジョン・ヴォーゲルは『MK:DA』での彼の死を正史とし、ブーンは彼を『MKX』のプレイアブルキャラクターの候補から最初に除外されたキャラクターとした。。

### フロスト（Frost）
登場 : MK:DA / MK:D（NPC）/ MK:U / MK:A / MK9（NPC）/ MKX（NPC）/ MK11 / MK1
声 : クリスティーン・リオス（『MK:DA』-『MK:A』）/ ケリー・ヒュー（『MKX』）/ サラ・クレイブンス（『MK11』）
燐塊の戦士。サブ・ゼロの愛弟子であり、師と同じく氷を操る。野心家であり、その性分故に師を裏切ることになる。
『MK:DA』で最初にデザインを考案されたのがフロストであり、Herman Sanchezが手掛けた。
主な登場作品
MK:DA
エンディングにて、人間界に帰還したサブ・ゼロはフロストの「Deadly Alliance」撃破の健闘を称え、燐塊のメンバーとして彼女を誇りに思っていたことを明かす。しかし、フロストが組織に加入した真の目的は「自身がグランドマスターの座に就く」という野望の成就であり、隙を突かれたサブ・ゼロは氷で身動きを封じられ、持ち主に絶大な力をもたらすアーティファクトであるドラゴンメダリオンを強奪されてしまう。フロストがメダリオンを手にした瞬間、彼女の全身に力が漲るような感覚が駆け巡ったという。だが、メダリオンを制御するだけの力と練度が欠けていた彼女は自らの能力によって全身が氷漬けになってしまう。『MK:U』で生存が明らかになり、サブ・ゼロの殺害を試みるも氷の塊に封印されるシーンが描かれている。
MK:A
Konquestでは、自身を解放したテイヴンをサブ・ゼロと誤認して攻撃を仕掛け、敗北。
MK11
サイボーグと化した姿で登場。クロニカに与し、サイバー・リン・クエイを率いて人間界の戦士と戦うも終盤でライデンに敗北。頭部の回路を破壊され、率いていたサイバネティック忍者もろとも完全に活動を停止。

### ニタラ（Nitara）
登場 : MK:DA / MK:TE / MK:D（NPC）/ MK:U（NPC）/ MK:A / MK1
演 : メル・ジャーンソン（『2021年版』）/ 熊谷海麗（『2021年版』日本語吹き替え）
異世界「Vaeternus」の女吸血鬼。『MK:DA』では自分の故郷と外界を結びつけるオーブの破壊が目的。オーブは溶岩地帯の穴の中に位置し、そこにはサイラックスしか入れなかったため、彼に人間界への帰還を約束して自身に協力させた。サイラックスの助力でオーブの破壊に成功し、Vaeternusは解放された。『MK:A』でのプロフィールではニタラはアシュラの手で同族が絶滅するのを防ぐために故郷を出てエデニアに向かったとされているが、作中ではその様子は確認されていない。
キャラクターデザインはルイス・マングバットが担当した。『MK:DA』では男性の吸血鬼も登場させる案も用意されたが、実現しなかった。同作のKonquestにおいて、ニタラは架空のエナジードリンク「Blood」を宣伝する広告にも登場している。
2021年版では外界のチャンピオンの1人として登場したが、クン・ラオの山高帽で殺された。

### ドラミン（Drahmin）
登場 : MK:DA / MK:TE / MK:D（NPC）/ MK:U（NPC）/ MK:A 
声: Rich Carle (『MK:D』)
ネザーレルムの鬼。周囲には無数のハエが飛び回っており、これらを飛び道具としても使用する。右手に金棒を装備しており、格闘スタイルの「Oni」または「Iron Club」に切り替えるとミイラを彷彿させる素顔を見せる（『MK:DA』のみ）。
クァン・チーにネザーレルムからの解放を約束され、彼をスコーピオンから守るための護衛として、モロクとともに雇われた。後にクァン・チーに裏切られ、シャン・ツンと手を組む。シャン・ツンの宮殿にて、ドラミンとモロクはスコーピオンと交戦し、宮殿内に存在する魂の柱「ソウルネード（Soulnado）」に彼を投げ込んだ。『MKX』の前日譚を描いたコミックではクァン・チーに殺害された。
エド・ブーンは、ドラミンを最もプログラミングに苦労したキャラクターの1人として挙げている。理由は、戦闘中にキャラクターが振り向くたびに、ドラミンの腕に装着されている棍棒が逆の腕に入れ替わる現象を防ぐために、特定のコードを記述する必要が生じたからである。

### ブレイズ（Blaze）
登場 : MK:DA / MK:D（NPC）/ MK:U / MK:A 
声 : Simeon Norfleet（『MK:A』）
各世界の戦士の監視を目的に創られた火の精霊。『MK:DA』では隠しキャラクターとして登場し、オナガの信奉者たちによって最後の竜の卵の守護を強制されていた。 卵が孵化してオナガが復活した後、ブレイズは戦士たちの監視を再開し、彼の不在中に戦士たちが各領域にとってあまりにも強力になっていたことを知る。『MK:A』では最終ボスとして登場し、全戦士を招集して最終決戦を行う。差し迫ったアルマゲドンを阻止する任務の一環として、ブレイズはテイヴンに全ての戦士を殺すか力を奪うことを目的とした戦いで対決させた。『MK9』では、ブレイズはシャオ・カーンに倒されたことが明らかになり、ライデンは時間軸を変えるために奔走することになった。
プレイアブルキャラクターになる以前に、『MKII』のPit IIステージの背景で、炎を纏った色違いのリュウ・カンが、緑色の衣装を着たリュウ・カンと対峙していた。ファンの間では「Torch」というニックネームで呼ばれていたが、マーベル・コミックのキャラクター「ヒューマン・トーチ」の著作権を侵害する恐れがあったため、ミッドウェイは公式に「ブレイズ」と命名した。彼の出自にちなみ、「Pit II」が存在する『MK:SM』、『MK9』、『MK11』にカメオ出演している。

### モカップ（Mokap）
登場 : MK:DA / MK:D（NPC）/ MK:U（NPC）/ MK:A 
声 : カルロス・ペシーナ（『MK:DA』）/ アレックス・ブランドン（『MK:A』）
格闘技経験が豊富なモーションアクター。『MK:DA』で隠しキャラクターとして初登場した。ブレイズと同じく3つのスタイルを持ち、徒手空拳で戦う。フェイタリティは未搭載。同作のエンディングでは、ジョニー・ケイジが経験した外界での実体験をベースにした映画でモーションキャプチャーを担当した。
名前の由来は「Motion Capture」の略で、モデルは『MK:DA』でモーションキャプチャーを担当したカルロス・ペシーナ。ペシーナは自身がゲームに登場したことを「非常に嬉しい」と語っていると同時に、自分にフェイタリティがかけられるのは「妙な気分だ」とも述べている。

### モロク（Moloch）
登場 : MK:DA / MK:D（NPC）/ MK:U（NPC）/ MK:A / MKX（NPC）
声 : Bob Ladewig (『MK:D』)
『MK:DA』の中ボス。巨躯の鬼。右腕に装備した鉄球が武器。クァン・チーにネザーレルムからの解放を条件に提示され、ドラミンとともにスコーピオンからクァン・チーを護衛する役目を引き受けた。後に裏切られたモロクとドラミンはシャン・ツンと手を組み、クァン・チーへの報復をアシストした。そして、シャン・ツンの宮殿に存在する「ソウルネード」にスコーピオンを投げ込んで撃破した。『MKX』の前日譚を描いたコミック版では、クァン・チーのレヴナントとして使役されていたキタナに殺害され、『MKX』の対戦前イントロにおいて、クァン・チーがモロクの生首を持って登場する。
Allen Ditzigがデザインしたモロクの原案はほぼ変更が加えられておらず、完成形も原案に近い。

## Mortal Kombat: Deception

### シュジンコウ（Shujinko）
登場 : MK:D / MK:U / MK:A / MKX（NPC）/ MK1
声 : マックス・クロフォード
Konquestの主人公を務める冒険家。名前の由来は主人公。初めは特殊技を持たないが、特典を開放していくにつれ、スコーピオンの「Bloody Spear」、アーマックの「Telekinetic Slam」などの技を会得する。物語序盤は青年の姿で登場し、ストーリーが進行するに連れて年を取っていく。
Damashiと名乗る神に導かれ、旧神の復活を信じてカミドウグ（Kamidogu）を集める旅に出た。旅の道中で数多の戦士から格闘技術を伝授され、一流の武闘家として成長を遂げていく。異世界を巡る長旅を終え、すべてのカミドウグを揃えたシュジンコウであったが、正体を現したDamashiによって奪われてしまう。
個別エンディングではカミドウグを破壊し、弱体化したオナガに勝利する。これではオナガの復活の原因となった自身の行動に対する贖罪が不十分であると考え、『MK:A』では復活したオナガを初めとするボス格の悪党を滅ぼそうと画策した。
『MKX』の前日譚を描いたコミックではカオスレルムのカミドウグを守護していたが、ハヴィックに憑依されてしまう。

### アシュラ（Ashrah）
登場 : MK:D / MK:U / MK:A / MK1
声 : Johanna Añonuevo（『MK:D』-『MK:A』） / スーザン・アイゼンバーグ（『MK1』）
ネザーレルムの悪魔。『MK:D』では、悪魔を倒すと使用者の魂を浄化する魔法の剣を発見し、悪魔退治を始めた。魂を清めることがネザーレルムから脱出する方法であるため、アシュラはヌーブ・サイボットの抹殺を企て、贖罪の完了を試みた。『MK:A』のバイオグラフィではネザーレルムを去った後、Vaeternusの吸血鬼を殺すことを生業にしていることが明らかにされた。同作におけるニタラのバイオグラフィでは、アシュラの剣は吸血鬼を殺すことで魂を浄化させる効果を使い手にもたらすと錯覚させる作用を持っていることが判明した。吸血鬼であるニタラとアシュラは対立関係にあるが、作中では描写されていない。
エド・ブーンはこのキャラクターの服装がライデンと似ているため、彼の女性版としばしば誤解されると述べ、『MK:D』の新キャラクターの中で「最大級のインパクト」を持っているハズだとコメントしている。

### ダイロウ（Dairou）
登場 : MK:D / MK:U / MK:A 
声 : Josh Schmittstenstein（『MK:D』）
オーダーレルム（Orderrealm）の傭兵。辮髪の武道家といった出で立ちのセイダン（Seidan）。元は兵団に所属していたが、襲撃者を怒りに任せて殺害したことで投獄された。脱獄に成功した後、自らの掟に従って生きていくことを決意した。『MK:D』のもう1つのバイオグラフィでは家族を殺したとされる人物を手にかけたが、真犯人はダリウスである可能性が仄めかされている。また、同作で正体不明の人物にホタルの暗殺を依頼された。ダリウスのエンディングでは、ダイロウはオーダーレルムの秩序に関する宣言書を盗むことに成功している。
ダイロウは当初、一対の刀を使用する鎧武者風のキャラクターとして『MK:DA』に登場する予定だったが、時間の制約とデザインの複雑さを理由に見送られる形となり、同作の「Krypt」ではコンセプトアートが収録されている。『MK:D』では原案のデザインは没となり、より古風な中国風の外見で登場した。エド・ブーンはこのキャラクターの技である、自身の体を地面に叩きつけ、相手を空中に浮かせてコンボに繋げることができる「Tombstone Drop」を本ゲームにおける最高の技の1つと見なした。

### ダリウス（Darrius）
登場 : MK:D / MK:U / MK:A / MK1
声 : スティーブ・ジョーンズ（『MK:D』）
オーダーレルムのレジスタンスのリーダー。政府の圧制に対抗し、政府転覆を目論んでいる。目的を達成するべくオーダーレルムの法を利用して他者を操り、反政府運動に参加させた。同作のダリウスのバイオグラフィでは、ダイロウの家族を殺害し、兵団からの排除を狙った可能性が示唆されている。
デザインはスティーブ・ベランが担当した。また、ダリウスは『MK:D』に最後に追加されたプレイアブルキャラクターでもある。ベランはダリウスを「荒んだ生い立ちと地味なスタートから名声を得たスター選手のような、毅然とした人物」と説明しており、エド・ブーンは彼を得も言われぬ魅力を持った、よりアメリカナイズされた格闘ゲームのキャラクターと評価し、Herman Sanchezは「無駄がなく、意地が悪く、攻撃的、そしてスタイリッシュだ」と語っている。ベランによると、このキャラクターの外見は1960年代と70年代のコミックアートに触発されたもので、最終的な外見はそれらの要素を融合させ、洗練されたモダンなデザインを目指したという。隠しコスチュームのデザインは俳優兼武道家のジム・ケリーのオマージュである。主要ストーリーテラーのジョン・ヴォーゲルは今後のシリーズにもダリウスを登場させたい意向を示していたが、『MK:A』を最後に再登場していない。

### ハヴィック（Havik）
登場 : MK:D / MK:U / MK:A / MK9（NPC）/ MK11（NPC）/ MK1
声 : ライアン・ローゼンバーグ（『MK:D』-『MK:A』）/ ジェイコブ・クレイナー（『MK1』）
カオスレルムの聖職者。オーダーレルムではレジスタンスのダリウスと同盟を結んでおり、危険分子と見なされている。鼻から口までの皮膚が無く、骨が露出している。無秩序を現世にもたらすことを目的とし、『MK:D』ではシュジンコウたちをオナガとの戦いに誘い込み、その目的を果たした。また、カバルの危機を救い、黒龍会を改革するよう説得した。
『MKX』の前日譚を描いたコミックではクァン・チーに殺されている。しかし、『MK11』のDLC「Aftermath」にて、彼の生存がシャン・ツンに明言されている。
首を180度ひねって回復する「Head Snap」、上半身を回転させて攻撃する「Torso Spin」など奇妙な特殊技を多く持つ。
元々、ヌーブ・サイボットの隠しコスチュームとしてスティーブ・ベランにデザインされ、その後独自のストーリーが追加された。開発段階における名前は「Skab」。エド・ブーンによるとハヴィックは「腐敗する」キャラクターとして想定されており、特殊技などで手足を折り曲げる演出が多数存在するため、不気味な雰囲気を醸し出しているとのこと。

### ホタル（Hotaru）
登場 : MK:D / MK:U / MK:A / MK9（NPC）/ MK11（NPC）
声 : ポール・セント・ピーター
オーダーレルムの高位の衛兵。薙刀を武器に使用する。本来は悪人ではないが、秩序を遵守するオナガを評価し『MK:D』で協定を結んだ。オナガ率いる飢刃一族の戦士を大勢殺したサブ・ゼロを追跡し、それと同時にホタルは暗殺の依頼を受けたダイロウに追われる身となった。『MK:D』のダイロウ、ダリウス、ケンシのエンディングでは殺害されており 、『MK9』でアルマゲドンの最終決戦で死亡したことが明かされている。
また、ホタルはハヴィックの引き立て役として構想されたキャラクターでもある。名前の由来は「蛍」で、ジェニファー・ヘドリックがデザインした衣装のモチーフにもなっている。

### キラ（Kira）
登場 : MK:D / MK:U / MK:A / MK9（NPC） 
声 : クリッシー・リオス
黒龍会メンバー。カノウとソニアに類似した技を持ち、カノウと同じくダガーを武器として使用する。以前は武器商人として生計を立てていたが、女であることが露見して組織を出奔する。その過程でカバルに出会い『MK:D』で彼の組織に加入した。『MK:A』のKonquestの序盤ではコブラとともに橋を守っていたが、テイヴンに敗れ、コブラを見捨てた。

### コブラ（Kobra）
登場 : MK:D / MK:U / MK:A 
声 : アレックス・ブランドン（『MK:D』-『MK:A』）
黒龍会に所属する武道家。その名の通り背中にコブラが描かれた白い拳法着に身を包む。かつては規律を重んじる戦士であったが、やがて訓練と称して他者を殺害するストリートギャングとなった。戦いのスリルと高揚感に憑りつかれ、コンビニエンスストアやガソリンスタンドに向かう途中で麻薬のディーラーやギャングバンガーを殺害していた。血気盛んなコブラはカバルの目に留まり、彼から勧誘を受け組織の2人目のメンバーとして加わった。『MK:A』のKonquestでテイヴンの最初の敵として立ちはだかり、橋を渡ることを阻止しようとしたが失敗した。『MKX』のカノウとエロン・ブラックの対戦前イントロにてブラックはコブラを粛清したと語っているが、真偽は不明である。
ストリートファイターのケン・マスターズに外見が似ていることから、『MK:D』の制作中に「Ben Masters」というあだ名で呼ばれていた。エド・ブーンは『MK:D』のコブラを「簡単に発動できる特殊技を持つ、シンプルで誰でも扱いやすいキャラクター」と説明している。

### オナガ（Onaga）
登場 : MK:D（NPC）/ MK:U（NPC）/ MK:A / MK9（NPC）/ MK11（NPC）
声 : ニゲル・ケイシー（『MK:D』-『MK:A』）
『MK:D』の最終ボス。竜の王。かつては皇帝として外界を支配していたが、シャオ・カーンに毒殺された。
『MK:D』のKonquestで「Damashi」と名乗ってシュジンコウとのコンタクトを図り、6つの主要な領域に1つずつ存在する神秘の遺物カミドウグを収集させた。
『MK:A』で復活し、ブレイズを撃破するためシャオ・カーンを筆頭とする主要な悪役と不承不承ながら同盟を結んだ。エンディングではカーンに深手を負わせ、地下牢に監禁したうえでシャン・ツンとクァン・チーに拷問を命じている。

## Mortal Kombat: Armageddon

### テイヴン（Taven）
登場 : MK:A / MK9（NPC）/ MKX（NPC）/ MK11（NPC）
声 : ポール・セント・ピーター
『MK:A』のKonquestの主人公。エデニアの守護神アルガスと、未来予知の千里眼を持つ強大な妖術師デリアとの間に生を受けた半神。レインの異母兄弟に当たり、彼とは対照的に火を自在に操る能力を有する。
アルマゲドンを阻止する使命を負っており、ブレイズの力を手に入れて複数の領域を救おうとした。終盤でブレイズを倒して物語は終了するが、テイヴンの勝利は他の戦士がより強力になる原因となり、最終決戦を止めることに失敗した。『MK9』のストーリーの冒頭部分で、シャオ・カーンがブレイズの力を獲得し、テイヴンがブレイズに負けた可能性が示唆されている。なお、リブート版以降の時間軸のストーリーには一切登場しないが、一部キャラクターのエンディングには登場する。
このキャラクターは命名に難儀したとされ、正式な名前が決定するまで「Bob」という仮称で呼ばれていた。エド・ブーンは、テイヴンの正式な名前が決まる前、完全にしっくりくるまで反対していたことを明かしている。

### ディーゴン（Daegon）
登場 : MK:A / MK9（NPC）/ MKX（NPC）/ MK11（NPC）
声 : Tom Taylorson
兄のテイヴンと同様にアルマゲドンを阻止する使命を帯びており、火を操る能力を持つ。兄よりも早期に覚醒したため、肉体的には彼より年上。両親を殺害し、赤龍会を創立した。覚醒したテイヴンに対して、ブレイズと対戦する権利を巡って戦いを挑むが、敗北した。『MK9』のPitステージの背景にカメオ出演しているほか、『MKX』の前日譚を描いたコミックに登場し、タケダの母親を殺した犯人として設定されている。
『MK:A』の制作中、開発者が名前を考案するのに難儀したため、当初「Doug」と呼ばれていた。

## Mortal Kombat（2011年）

### スカーレット（Skarlet）
登場 : MK9（DLC）/ MK11
声 :  ベアタ・ポズニアック（『MK11』）
シャオ・カーンの魔術で創られた幾多の戦士の血の集合体。小太刀や苦無に加え、自身の血を武器として使用する。鮮血を吸収することで力を得ることも可能。
構想自体は『MKII』の時点で用意されていたが没となり、コミック版にてアーマックの恋人として登場し、『MK9』でDLCとして実装された。

## Mortal Kombat X

### キャシー・ケイジ（Cassie Cage）
登場 : MKX / MK11
声 : アシュリー・バーチ（MKX）/ エリカ・リンドベック（MK11）
モデル : Christina Eenigenburg（MK11）
ジョニーとソニアの娘。特殊部隊の司令官を務めている。『MKX』では主人公的な存在として活躍。本名は「Cassandra Carlton Cage」。父同様軽口をよく叩き、終盤に父親譲りの潜在能力を発揮する。

### ジャッキー・ブリッグス（Jacqui Briggs）
登場 : MKX / MK11
声 : ダニエル・ニコレット（『MKX』）/ メガリン・エキカンウォーク（『MK11』）
特殊部隊のエージェント。ジャックスとベラの娘で、キャシーの親友。本名は「Jacqueline Sonya Briggs」。
登場作品
MKX
キャシーの部隊に所属し、外界とネザーレルムの脅威に対抗。また、同作でタケダと恋仲になっている
MK11
ジャッキーと過去のジャックスは、クロニカと手を組んだ現在のジャックスと対峙した。現在のジャックスが自分の過ちに気づいた後、ジャッキーはクロニカ軍との戦いで両方の父親と共闘した。

### タケダ（Takeda）
登場 : MKX / MK11（NPC）/ MK1（DLC）
声 : パリー・シェン
スコーピオンに師事する白井流忍者。刃の付いた鞭を主な武器とする。ケンシの息子であり、父親のテレパシー能力を継承している。母を殺された後、ケンシは仇を討つための準備としてタケダをスコーピオンに預けて育てさせ、修練を積ませた。『MKX』ではキャシーの部隊に所属し、外界やネザーレルムの脅威に対抗する。ジャッキーの恋仲でもある。『MK11』ではジャッキーとの婚約が判明し、キャシー、セトリオン、シャオ・カーンのエンディングのみ登場。

### クン・ジン（Kung Jin）
登場 : MKX / MK11（NPC）
声 : ジョニー・ヨング・ボッシュ
元盗人の少林寺弓兵。クン・ラオの歳の離れた従兄弟であり、幼少期にクン・ラオをヒーローとして尊敬し、彼を神格化していた。『MKX』ではライデンとの会話で同性愛者であることを仄めかす発言をしている。
『MK11』ではキャシー、フウジンのエンディングのみ登場。

### コータル・カーン（Kotal Kahn）
登場 : MKX / MK11
声 : フィル・ラマール
外界の皇帝。アステカの影響を受けた太陽に由来する力を持つ種族「オシ・テック（Osh-Tekk）」の血を引く。マクアフティルが主な武器。本名は「Ko'atal」。シャオ・カーンとは異なり外界の静穏と安寧を望んでいるが、厳格かつ苛烈な性格のため、時には反発を招くこともある。ジェイドとは恋仲あることが『MK11』で明かされており、仲は大変良好だが、前述の理由から意見が衝突することも。
登場作品
MKX
ミレーナが引き起こした内戦に巻き込まれ、人間界の戦士たちから支援を受けるが、デ・ヴォラの欺瞞により敵対。人間界への侵攻を指揮するが、燐塊に撃退された。
MK11
シャオ・カーンの復活により地位が脅かされる。彼に敗北した後、キタナを外界の新たな支配者に任命した。DLC「Aftermath」では負傷が癒えた後に参戦し、シャオ・カーンの奇襲により死亡。

### デ・ヴォラ（D'Vorah）
登場 : MKX / MK11
声 : ケリー・ヒュー（『MKX』『MK11』） / デブラ・ウィルソン（『MKL:BOTR』）
外界の侵略によりコロニーとして統治された領域「Arnyek Islands」出身。昆虫、クモ類の特徴を持つヒューマノイド型種族「Kytinn」の女。名前はヘブライ語で蜂を意味する言葉に由来する。黄色いキチン質の様な肌質に加え、背中には羽を携えており、4本のハサミが突出している。体内に潜めている虫は攻撃、傷の治癒といった様々な用途で使役可能。
主な登場作品
MKX
コータル・カーンの右腕として仕えているが、密かにシノックに忠誠を誓っており、そのためにキャシーに倒された。
MK11
クロニカの時間軸の再始動に協力。現在のスコーピオンを殺害するも、彼の意思を継いだ過去のスコーピオンの騙し討ちを受け命からがら逃走。そのまま消息不明となる。

### フェラー/トール（Ferra / Torr）
登場 : MKX / MK1（DLC）
声 : タラ・ストロング (フェラー) / フレッド・タタショア (トール)
共生関係を築いた外界の種族。コータル・カーンの手下。一対の鉤爪を武器に使用する少女がフェラーで、顔面をずだ袋で覆った巨漢がトールであり、タッグで戦う。バリエーションの「Lackey」を選択するとトールのみが戦い、フェラ―が傍で高みの見物をして趨勢を見届ける。
主な登場作品
MKX
コータル・カーンに仕え、人間界の戦士と戦ったが、最終的にはサブ・ゼロに無力化されている。

### エロン・ブラック（Erron Black）
登場 : MKX / MK11
声 : トロイ・ベイカー（『MKX』『MK11』）
人間界出身の傭兵。二丁拳銃を主な武器として使用し、ファニングや曲撃ち、跳弾などの多様なテクニックを駆使する。金儲けやスリルを最優先事項として動き、様々な派閥を渡り歩いてきた。19世紀の西部開拓時代のガンマンとして描かれているが、150年以上前に人間界の戦士を暗殺した報酬として、シャン・ツンに老化を大幅に遅延させる魔術を施されたというエピソードが語られている。そのため、19世紀の武器を主に使用する。
主な登場作品
MKX
外界の皇帝コータル・カーンに雇われ、人間界の戦士と対立した。同作におけるX-Ray発動時に放つ弾丸には対戦相手の名前が彫られているが、例外的にプレデターは『Ugly Mofo』、トライボーグは選択したスタイルによって異なる名前になり、自身は『Me』となっている。
MK11
過去のブラックは黒龍会所属であると同時にシャオ・カーンに従属している。一方、現在のブラックはシャオ・カーンの軍勢を撃破するためにキタナをサポートする。

### トライボーグ（Triborg）
登場 : MKX（DLC）
声 : ヴィク・チャオ
サイラックス、セクター、スモーク、サイバー・サブ・ゼロのデータと能力を持つサイバネティック忍者。『MKX』でDLCとして実装され、有機生命体の滅亡を目的としている。しかし、本編のストーリーには全く関与していない。「トライ（3つ）」の名に反して実際は4体分のバリエーションを持つ。

## Mortal Kombat 11

### コレクター（Kollector）
登場 : MK11
声 : アンドリュー・モルガド
6本の腕を持つ種族「Naknada」の怪人。シャオ・カーンの下で財政を務めていたが、コータル・カーンへ政権交代したため、逃走中に捕獲された。フレイル、鎌、ショーテル、ボーラ、チャクラム等の多彩な武器を使用する。
背中に鞄を背負っており、中には指輪や金貨といった財宝を詰め込んでいる。生粋の収集家であり、フェイタリティの「For the Kollection」は切り裂いた相手の内臓や頭部を鞄に詰め込むという内容であり、通常勝利の場合は敗北した対戦相手を鞄に入れ込みながら去っていく勝利演出が存在する。

### ゲラス（Geras）
登場 : MK11 / MK1
声 : デイヴ B. ミッチェル
クロニカに創られた人造人間。ギリシャ神話のゲーラスを名前の由来とし、砂と時間を操作する能力を持つ。砂から生成したガントレットや剣を武器に使用する。
首を切断されようと更に強力になって復活するため、実質的に不死身である。しかし、ライデンに鎖で拘束され、ネザーレルムの底無しの血の海に永遠に沈み続けるという末路をたどっている。「Aftermath」ではシャオ・カーンに頭部を破壊されている。

### セトリオン（Cetrion）
登場 : MK11
声 : メアリー・エリザベス・マクグリン
クロニカの娘であり、シノックの妹にあたる旧神。四大元素（火、水、風、土）と植物の力を操る。
身体の随所には翡翠らしき物体をティアラや鎧の様に身に纏っており、背面にも欠片が浮遊している。
クロニカに忠実だが、実際は母に従う事に疑念を持っていることを仄めかしており、リュウ・カンと対峙した際に彼からその事を指摘され動揺を見せた。最終的にリュウ・カンに敗北し、クロニカの呼びかけにより自らの力を捧げ消滅する。

### クロニカ（Kronika）
登場 : MK11
声 : ジェニファー・ヘイル
『MK11』の最終ボス。宇宙開闢とともに誕生したタイタン。セトリオンとシノックの母親。旧神よりも古い神であり、宇宙の時間軸を維持する役目を負っている。そのため、彼女の力の中心は空間と時間の操作である。時間軸の再始動によって善と悪の対立を継続させ、同時にライデンを歴史から抹消した。クロニカは時間軸を始まりに戻すことに成功したが（これによりシリーズの全ての出来事が無に帰した）、火の神として覚醒したリュウ・カンに滅ぼされ、彼は新たな時の番人となった。「Aftermath」では、時間軸の操作に必要な王冠を取り戻すためにシャン・ツンが過去へと赴いた際に復活を遂げるも、最終的にシャン・ツンに存在を抹消されている。
フェイタルブロウを無効化し、与えたダメージが一定値に達すると砂時計に退避してランダムなプレイアブルキャラクターの分身を召喚する。
また、クロニカは元々男性として登場する予定であり、同作のディザートレーラーでも体格が男性的に描かれていた。

## ゲストキャラクター
本シリーズには、コミックや映画など様々な作品を出典とするキャラクターが客演している。
| 名前                   |                  |                         |            |      |     |
| 名前                   | MKvs.DCU         | MK9                     | MKX        | MK11 | MK1 |
| ---------------------- | ---------------- | ----------------------- | ---------- | ---- | --- |
| バットマン             | 初期キャラクター |                         |            |      |     |
| キャプテンマーベル     | 初期キャラクター |                         |            |      |     |
| キャットウーマン       | 初期キャラクター |                         |            |      |     |
| デスストローク         | 初期キャラクター |                         |            |      |     |
| ダークサイド           | 隠しキャラクター |                         |            |      |     |
| フラッシュ             | 初期キャラクター |                         |            |      |     |
| グリーンランタン       | 初期キャラクター |                         |            |      |     |
| ジョーカー             | 初期キャラクター |                         |            | DLC  |     |
| レックス・ルーサー     | 初期キャラクター |                         |            |      |     |
| スーパーマン           | 初期キャラクター |                         |            |      |     |
| ワンダーウーマン       | 初期キャラクター |                         |            |      |     |
| ダーク・カーン         | ボス（NPC）      |                         |            |      |     |
| クレイトス             |                  | DLC（PS3版、PS Vita版） |            |      |     |
| フレディ・クルーガー   |                  | DLC                     | モバイル版 |      |     |
| ジェイソン・ボーヒーズ |                  |                         | DLC        |      |     |
| プレデター             |                  |                         | DLC        |      |     |
| エイリアン             |                  |                         | DLC        |      |     |
| レザーフェイス         |                  |                         | DLC        |      |     |
| スポーン               |                  |                         |            | DLC  |     |
| ターミネーター         |                  |                         |            | DLC  |     |
| ロボコップ             |                  |                         |            | DLC  |     |
| ジョン・ランボー       |                  |                         |            | DLC  |     |
| オムニマン             |                  |                         |            |      | DLC |
| ホームランダー         |                  |                         |            |      | DLC |
| ピースメイカー         |                  |                         |            |      | DLC |
| ゴーストフェイス       |                  |                         |            |      | DLC |
| T-1000                 |                  |                         |            |      | DLC |
| コナン                 |                  |                         |            |      | DLC |